# Уитон, Фрэнк (военный)
Фрэнк Уитон (англ. Frank Wheaton; 8 мая 1833 — 18 июня 1903) — офицер армии США,  участник Гражданской войны и Индейских войн. Генерал-майор.

## Ранние годы
Фрэнк Уитон родился в городе Провиденс, штат Род-Айленд, в семье Фрэнсиса Левисона и Амелии Уитон. Его отец окончил Брауновский университет в 1828 году и служил хирургом во время Американо-мексиканской войны.
Фрэнк пошёл по стопам отца, поступив также в Брауновский университет, но в 1850 году, в возрасте 17 лет, он оставил учёбу и отправился на американо-мексиканскую границу. 3 марта 1855 года он был зачислен в 1-й кавалерийский полк в звании первого лейтенанта. Он проходил службу на фронтире и принял участие в столкновениях с шайеннами и войне в Юте. 1 марта 1861 года ему было присвоено звание капитана.

## Гражданская война
Гражданскую войну начал в чине подполковника 2-го родайлендского пехотного полка. Во время Первого сражения при Бул-Ране его полк числился в бригаде Бернсайда; когда был убит полковник Джон Слокам, командир Уитона, и он принял командование полком на себя. Отличился во время Кампании на полуострове, заслужив высокие отзывы руководства армии Союза за свои действия в сражении при Вильямсберге. Во время сражения при Энтитеме его полк находился в тылу (в составе дивизии Дариуса Коуча в IV корпусе) и в бою не участвовал.
29 ноября 1862 года Уитону было присвоено звание бригадного генерала и он стал командовать пенсильванской бригадой в дивизии Джона Ньютона. В должности командира бригады он участвовал в сражении при Чанселорсвилле. Под Геттисбергом его бригадой командовал полковник Дэвид Невин, и она стала единственной бригадой VI корпуса, принимавшей участие в бою в тот день. Сам Уитон во время сражения командовал Третьей Дивизией, после того как Джон Ньютон принял командование I корпусом (после смерти Рейнольдса).
Позже принимал участие во многих сражениях Гражданской войны, а после её окончания был направлен в Омаху, Небраска, в чине полковника регулярной армии. Во время Модокской кампании под его руководством находились 250 солдат армии США, 150 добровольцев из Калифорнии и Орегона, а также небольшое количество индейских скаутов из племени кламатов. В Первой битве у крепости войско Уитона было вынуждено отступить, потеряв убитыми 35 человек, ещё около 25 получили ранения, тогда как среди модоков потерь не было. После этого боя он был освобождён от командования войсками в полевых условиях.
13 декабря 1874 года Уитон был назначен командующим 2-м пехотным полком. Позднее ему было присвоено звание генерала, а 3 апреля 1897 года он был произведён в ранг генерал-майора. 8 мая того же года он вышел в отставку.

## В отставке
Фрэнк Уитон скончался в Вашингтоне 18 июня 1903 года от кровоизлияния в мозг и был похоронен на Арлингтонском национальном кладбище.